# Phaea wappesi
Phaea wappesi là một loài bọ cánh cứng trong họ Cerambycidae.